# Czermin (gromada w powiecie pleszewskim)
Czermin – dawna gromada, czyli najmniejsza jednostka podziału terytorialnego Polskiej Rzeczypospolitej Ludowej w latach 1954–1972.
Gromady, z gromadzkimi radami narodowymi (GRN) jako organami władzy najniższego stopnia na wsi, funkcjonowały od reformy reorganizującej administrację wiejską przeprowadzonej jesienią 1954 do momentu ich zniesienia z dniem 1 stycznia 1973, tym samym wypierając organizację gminną w latach 1954–1972.
Gromadę Czermin z siedzibą GRN w Czerminie utworzono – jako jedną z 8759 gromad na obszarze Polski – w powiecie jarocińskim w woj. poznańskim, na mocy uchwały nr 22/54 WRN w Poznaniu z dnia 5 października 1954. W skład jednostki weszły obszary dotychczasowych gromad Czermin, Skrzypna i Strzydzew oraz parcele z kart 5-10 i niektóre parcele z karty 4 obrębu Pieruszyce z dotychczasowej gromady Pieruszyce ze zniesionej gminy Czermin, a także obszar dotychczasowej gromady Marszew ze zniesionej gminy Pleszew – w tymże powiecie. Dla gromady ustalono 21 członków gromadzkiej rady narodowej.
1 stycznia 1956 gromada weszła w skład nowo utworzonego powiatu pleszewskiego w tymże województwie.
4 lipca 1968 do gromady Czermin włączono obszar zniesionej gromady Wieczyn oraz miejscowości Broniszewice i Żbiki ze zniesionej gromady Broniszewice w tymże powiecie; z gromady Czermin wyłączono natomiast miejscowość Marszew, włączając ją do nowo utworzonej gromady Pleszew tamże.
Gromada przetrwała do końca 1972 roku, czyli do kolejnej reformy gminnej. 1 stycznia 1973 – tym razem w powiecie pleszewskim – reaktywowano gminę Czermin.